# Halou
Gli Halou sono stati un gruppo musicale dream pop statunitense originario di San Francisco e formatosi nel 1995.

## Formazione
- Rebecca Coseboom
- Ryan Coseboom
- Mikael Eldridge (Count)

## Discografia

### Album
- 1998 - We Only Love You
- 2001 - Wiser
- 2006 - Wholeness & Separation
- 2008 - Halou

### Raccolte
- 1999- Sans Soucie